# شینیا یوشیهارا
شینیا یوشیهارا (انگلیسی: Shinya Yoshihara؛ زادهٔ ۱۹ آوریل ۱۹۷۸) بازیکن فوتبال اهل ژاپن است.
از باشگاه‌هایی که در آن بازی کرده‌است می‌توان به باشگاه فوتبال یوکوهاما مارینوس، باشگاه فوتبال کاوازاکی فرونتال، باشگاه فوتبال توکیو وردی، باشگاه فوتبال آلبیرکس نیگاتا، باشگاه فوتبال کاشیوا ریسول، و باشگاه فوتبال جوبیلو ایواتا اشاره کرد.